# Contea di Rio Blanco
La contea di Rio Blanco in inglese Rio Blanco County è una contea dello Stato del Colorado, negli Stati Uniti. La popolazione al censimento del 2000 era di 5 986 abitanti. Il capoluogo di contea è Meeker

## Città e comuni
- Meeker
- Rangely